# 中国—安哥拉关系
中國—安哥拉關係（葡萄牙語：Relações entre China e Angola），是指歷史上的中國和安哥拉、以至現在中華人民共和國與安哥拉共和國之間的雙邊關係。中国驻安哥拉大使高克祥曾形容中国是安哥拉「值得信赖的好朋友、好兄弟」；截至2014年5月上旬，中華人民共和國是安哥拉的第一大貿易夥伴，而安哥拉是中國在非洲的第二大貿易夥伴。

## 歷史

### 內戰爆發前
安哥拉独立战争在1960年代揭開序幕，當時争取安哥拉独立的组织有安哥拉人民解放運動（安人運）、安哥拉民族解放阵线（安解阵）和爭取安哥拉徹底獨立全國聯盟（安盟）；中華人民共和國政府支持安哥拉人民反對殖民统治、争取独立，又表示对上述三个争取独立的组织一视同仁:702，但亦有研究認為中國在獨立戰爭初期已開始援助安盟。
1975年，葡萄牙與争取安哥拉独立的组织达成《阿沃尔协议》；协议標誌着安哥拉將成為独立國家，又規定安哥拉成立过渡政府。过渡政府在8月解体後，各個在獨立戰爭時争取独立的组织之間爆發衝突；美国在衝突中支持安解阵，而苏联和古巴則支持安人運。同年11月，安人運宣布成立安哥拉人民共和国，安哥拉內戰正式爆發。

### 內戰爆發後
由於當時勃列日涅夫統治下的苏联在全球展开攻势，中國大陸則因為中苏交恶，導致其「反帝（帝國主義）防修（蘇修社會帝國主義）」的思想漸漸演变为「联美抗苏」的主張；1976年，文化大革命結束，中美合作的障碍消除，而美国支持的安解阵也率先在內戰中落敗，故此中美兩國改為與南非聯手支持安盟。
到了80年代，由於中苏关系好轉，中国於1983年與由安人運主導的安哥拉政府建交；其後，安人運隨着苏联解体而放弃马克思主义、支持安盟的南非國民黨政府垮台、美國亦停止支持安盟，先前的两极对抗就此消失，安哥拉内战步入尾聲。1991年5月，安哥拉政府与安盟签訂《比塞斯和平协议》；1992年下半年，安哥拉举行多党选举，安盟在选戰中失利，拒绝接受选举结果，安哥拉再次陷入内战。1994年，政府与安盟再次签訂和平协议，但安盟在1998年起拒絕履行协议，安哥拉局势變得紧张；結果，安哥拉內戰在同年11月重新爆发。
由于安盟拖延履行和平协议和联合国决议，联合国安全理事会分别在1993年、1997年和1998年三度通過决议，對安盟實施制裁，制裁措施包括武器禁運、限制领导人出国等；中華人民共和國對這三個决议均投赞成票。

### 內戰結束後
安哥拉内战在2002年结束後，中華人民共和國向安哥拉提供经济援助；據報導，中國在2004至2008年合共撥出450億美元，援助安哥拉政府建設學校、診所、道路等基礎设施。2010年下半年，中華人民共和國和安哥拉发表联合声明，建立战略伙伴关系，又同意加强兩國政府部门、立法机關和政党之間的交流和合作。
針對安哥拉華僑的暴力犯罪在當地一度非常猖獗，而绑架中国人的犯罪集團亦主要是由中国人组成；2011年，安哥拉共有14宗針對中華人民共和國公民的绑架案，合共造成5死8重伤，亦有中國少女被骗到安哥拉賣淫。2012年4月，時任安哥拉内政部部长塞巴斯蒂昂·马丁斯访华，請求時任中華人民共和國公安部部長孟建柱派員到安哥拉，协助當地警方侦破針對中国公民的罪案；截至同年8月，中國公安部成功瓦解12个安哥拉犯罪集團，並把14名中國籍受害者送回國。
2014年末，安哥拉執法部門以打擊非法移民和黑市劳工為由，在當地首都羅安達大量拘捕外國人，其中約300人為中華人民共和國公民；中方就此事與安哥拉有關方面進行交涉，多數能出示合法證件的中國公民已獲釋。

## 經貿關係
- 中國出口到安哥拉的产品（2012年）[12]
- 安哥拉出口到中國的产品（2012年）[13]

截至2014年5月上旬，中華人民共和國是安哥拉的第一大贸易伙伴，而安哥拉是中国在非洲的第二大贸易伙伴；安哥拉亦是中国的第二大海外原油來源國。2012年，中国與安哥拉的雙邊贸易總额為375亿美元，其中中国出口40亿美元，安哥拉出口335亿美元；根據安哥拉通讯社的報導，中国和安哥拉的双边贸易總額在2002至2013年间增长近2000%。中国出口到安哥拉的产品包括钢材、电器、电子产品、运输工具等，安哥拉則主要向中国出口原油。

## 文化關係
中国和安哥拉曾分別签訂有關文化合作和航空运输的協議，北京和罗安达之間亦設有直航航线。阿戈斯蒂紐·內圖大學孔子学院在2015年2月正式揭牌、奠基，是第一家有中国企业参与建設的孔子学院；設於安哥拉的中信百年职业学校由中國和安哥拉共同出资興建，免费向當地的贫困青年提供職業教育。

## 医疗合作
2020年7月16日，安哥拉政府与华大集团举行线上签约仪式，安哥拉政府委托华大在该国建设火眼实验室。2020年9月10日，位于安哥拉首都罗安达的火眼实验室于日前建成揭幕，中国驻安哥拉大使龚韬、安哥拉卫生部长卢图库塔出席揭幕仪式。实验室投入使用后每日核酸检测和抗体检测能力均可达3000份。此外华大基因还在安哥拉其他三地同时修建火眼实验室，全部建成后日核酸检测能力可提高6000份。
应安哥拉政府邀请，中国政府抗疫医疗专家组一行10人于2020年10月7日晚乘包机抵达安哥拉首都罗安达，开始在安哥拉开展为期两周的抗击新冠肺炎疫情医疗援助工作。

## 外部連結
- 中华人民共和国驻安哥拉共和国大使馆官方网站（简体中文）（葡萄牙文）
  - 中华人民共和国驻安哥拉共和国大使馆经济商务处官方网站（简体中文）